# Qualificazioni al campionato europeo femminile di pallavolo 2003
Le qualificazioni per il campionato europeo femminile di pallavolo 2003, le cui fasi finali si sono tenute in Turchia, si sono svolte tra il mese di giugno 2002 e giugno 2003. Hanno partecipato 12 squadre nazionali europee.
Le squadre sono state divise in tre gironi da quattro: le prime due classificate sono state ammesse agli europei, più le due migliori terze. In totale 8 squadre hanno ottenuto la qualificazione.

## Squadre partecipanti
| - Croazia - Francia - Germania - Grecia - Paesi Bassi - Polonia | - Rep. Ceca - Romania - Serbia e Montenegro - Slovacchia - Ucraina - Ungheria |

### Gironi
| Girone A                           | Girone B                                       | Girone C                            |
| ---------------------------------- | ---------------------------------------------- | ----------------------------------- |
| Rep. Ceca Romania Ucraina Ungheria | Francia Grecia Paesi Bassi Serbia e Montenegro | Croazia Germania Polonia Slovacchia |

## Fase unica

### Qualificate agli europei
- Germania
- Paesi Bassi
- Polonia
- Rep. Ceca
- Romania
- Serbia e Montenegro
- Slovacchia
- Ucraina

## Tutte le squadre qualificate
- Turchia (Paese ospitante)
- Russia (1º posto nel campionato europeo 2001)
- Italia (2º posto nel campionato europeo 2001)
- Bulgaria (3º posto nel campionato europeo 2001)
- Ucraina (1º posto nel torneo qualificazione Girone A)
- Serbia e Montenegro (1º posto nel torneo qualificazione Girone B)
- Polonia (1º posto nel torneo qualificazione Girone C)
- Romania (2º posto nel torneo qualificazione Girone A)
- Paesi Bassi (2º posto nel torneo qualificazione Girone B)
- Germania (2º posto nel torneo qualificazione Girone C)
- Rep. Ceca (migliore terza)
- Slovacchia (migliore terza)